# Єдвабно (гміна)
Гміна Єдвабно (пол. Gmina Jedwabno) — сільська гміна у північній Польщі. Належить до Щиценського повіту Вармінсько-Мазурського воєводства.
Станом на 31 грудня 2011 у гміні проживало 3719 осіб.

## Територія
Згідно з даними за 2007 рік площа гміни становила 311.51 км², у тому числі:
- орні землі: 20.00%
- ліси: 63.00%

Таким чином, площа гміни становить 16.11% площі повіту.

## Населення
Станом на 31 грудня 2011:
| Опис     | Загалом | Загалом | Чоловіки | Чоловіки | Жінки | Жінки |
| -------- | ------- | ------- | -------- | -------- | ----- | ----- |
| одиниця  | осіб    | %       | осіб     | %        | осіб  | %     |
| все      | 3719    | 100     | 1873     | 50.36    | 1846  | 49.64 |
| міське   | 0       | 100     | 0        |          | 0     |       |
| сільське | 3719    | 100     | 1873     | 50.36    | 1846  | 49.64 |

## Сусідні гміни
Гміна Єдвабно межує з такими гмінами: Вельбарк, Нідзиця, Ольштинек, Пасим, Пурда, Щитно, Яново.